# Umicore
Umicore (anciennement Union minière jusqu'en 2001) est une entreprise belge de production et recyclage de métaux non ferreux, issue de l'Union minière du Haut Katanga, spécialisée dans la production de zinc et de produits avancés (pour les nouvelles technologies), métaux précieux, catalyseurs, etc.
Le 24 novembre 1981, l'Union Minière SA (anciennement Union minière du Haut Katanga) disparaît pour former une société nouvelle dite la « Nouvelle Union Minière S.A. ». En 1985, les ACEC sont acquis par la Société Générale de Belgique et la Compagnie Générale d'Electricité. Une partie des activités est fusionnée avec l'Union minière, qui prend le nom de ACEC-Union Minière.
Le 28 décembre 1989, l'ACEC-Union Minière absorbe les sociétés Hoboken, Vieille-Montagne et Mechim. Le 13 mai 1992, l'entreprise reprend le nom d'Union Minière, avant de prendre sa dénomination actuelle le 3 septembre 2001.
Elle est cotée sur Euronext Belgique, indice BEL20. L'entreprise a notamment été dirigée par Marc Grynberg (Directeur) et Thomas Leysen (PDG). Selon le groupe, en 2018 a réalisé cette année-là des revenus (hors métal) de 3,3 milliards d'euros (chiffre d'affaires de 13,7 milliards d'euros), avec environ 10 400 employés.

## Historique
Ses origines remontent à 1805 dans l'actuelle Belgique près de la frontière allemande, avec un droit d'exploiter la mine de zinc Vieille-Montagne à Moresnet attribué par Napoléon Bonaparte à Jean-Jacques Dony. En 1837 est créée une Société anonyme des Mines et Fonderies de Zinc de la Vieille-Montagne. Parallèlement une Union Minière du Haut-Katanga (UMHK) créée en 1906 se développait pour exploiter le cuivre et d'autres métaux au Congo belge. 
En 1919, la Société Générale de Belgique veut construire une industrie intégrée et « nationale » des non-ferreux. Elle acquiert l’usine de désargentation créée à Hoboken par Metallgesellschaft et l’apporte à une société nouvelle, la Société Générale Métallurgique d’Hoboken (S.G.M.H.). Principal objectif : assurer en Belgique le traitement du cuivre congolais. La S.G.M.H. va aussi favoriser le développement d’une industrie transformatrice nationale des non-ferreux qu’elle alimente en plomb, arsenic, bismuth, antimoine, cobalt et métaux précieux : argent, or, platine, palladium.
La Société Générale entre dans le secteur du zinc, en reprenant une autre entreprise allemande, la Compagnie des Métaux d’Overpelt-Lommel, et une participation dans Vieille-Montagne. Dès cette époque, ses participations dans de nombreuses entreprises du secteur (Union Minière, S.G.M.H., S.G.M., Overpelt-Lommel et dans une moindre mesure Vieille-Montagne) permettent de parler d’un véritable « pôle » des métaux non ferreux.
Au début de la guerre froide, l'Union minière finance le réseau anticommuniste d'André Moyen, notamment à l'origine de l'assassinat du président du Parti communiste de Belgique, Julien Lahaut.  
Les actifs locaux de UMHK seront nationalisés par le Zaïre en 1968, UMHK devenant un sous-holding de la Société Générale de Belgique pendant que depuis l'indépendance de la Belgique, la société Vieille-Montagne s'étendait en Europe ; jusqu'à ce que, 150 ans après sa naissance elle fusionne (en 1989) avec d'autres sociétés nées avant 1914 et actives dans les métaux non ferreux, pour donner un groupe intégré baptisé Union Minière, dont les filiales sont alors :
- la Société des Métaux et Produits Chimiques d’Overpelt (Metallurgie Hoboken-Overpelt fondée en 1898 et notamment spécialisée dans la désargentation du plomb). L’Usine de Désargentation d’Hoboken a été fondée en 1887 par deux groupes allemands Metallgesellschaft et Deutsche Gold-und Silberscheideanstalt (Degussa) ;
- Vieille-Montagne ;
- Mechim ;
- la Société Métallurgique de Lommel, fondé en 1904, spécialisée dans la production de zinc, fermée en tant 1974[6] ;
- l'Union minière du Haut Katanga, fondée en 1906 pour exploiter les mines de cuivre du Congo.

Dans les années 1990, le groupe cède ses mines et d'autres actifs qu'il juge non-stratégiques, pour se concentrer sur « les métaux précieux, les produits zincifères à haute valeur ajoutée et les matériaux avancés ».
« En 2001, pour symboliser cette distanciation par rapport à l'exploitation minière et aux produits et métaux de base, le Groupe change de nom et devient Umicore. Les deux premières lettres du nom sont les initiales d'Union Minière, allusion au passé du Groupe. » En 2003 Le groupe achète PMG, la division métaux précieux du groupe allemand Degussa (qui plus d'un siècle auparavant, en 1887, était l'actionnaire fondateur de l'usine Umicore d'Hoboken). Cette acquisition permet à Umicore de pénétrer le secteur des catalyseurs automobiles (métaux du groupe du platine, secteur de métaux stratégiques alors en pleine expansion avec l'obligation d'installation de pots catalytiques…, qui pourrait ensuite être limité par le développement des véhicules électriques). 
En 2005, la division cuivre d'Umicore devient indépendante sous le nom Cumerio (une anagramme d’Umicore, qui évoque aussi CU, le symbole chimique du Cuivre). En 2008, Cumerio est reprise par Norddeutsche Affinerie (maintenant Aurubis AG) et disparaît de la bourse. Après la reprise de Cumerio, Aurubis AG devient le plus grand producteur de cuivre européen.
Depuis février 2007, le groupe australien Zinifex et Umicore ont fusionné leur activité zinc au sein de Nyrstar, qui devient le premier producteur de zinc international. Zinifex possède 60 % de Nyrstar, et Umicore 40 %,. Depuis, celui-ci a été coupé en deux parties indépendantes.
Le 1er décembre 2017 Umicore achète une partie de l'ancien Haldor Topsoe dont le département stationary catalysis et fonde Umicore Denmark (EMEA) qui complètent la production faite par Umicore Catalyst USA LLC en Amérique et Umicore Catalyst Co.,Ltd en chine (Pékin).

## Activité

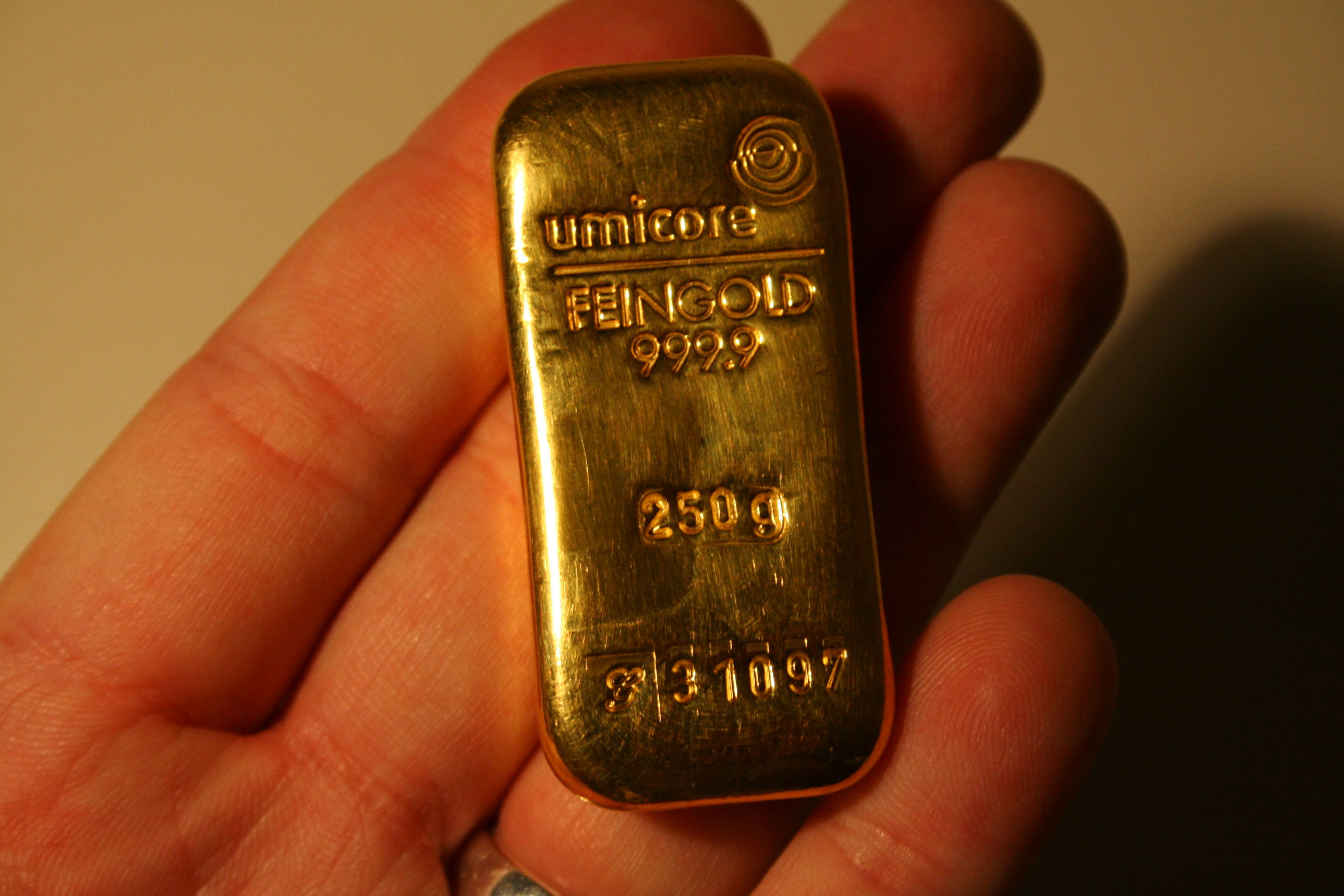
Petit lingot d'or (ou lingotin) de 250 g produit par Umicore.

Une de ses unités importantes est située dans le nord de la France à Auby près de Douai, sur le bord du Canal du bassin minier du Nord-Pas-de-Calais, non loin du site de l'ancien Métaleurop-Nord, aujourd'hui démantelé. Ces deux usines sont suivies comme installations classées au regard de l'environnement (par la DRIRE puis la DREAL) pour leurs pollutions, séquelles de pollution et risques d'accident.

## Controverses et pollution
Umicore est au cœur de plusieurs polémiques concernant la pollution qu'entraînent ses activités.
En 2016, Umicore a été accusée de pollution au plomb, touchant le quartier de Moretusburg à Hoboken, pollution causée par une usine Umicore située à proximité.

### Scandale de pollution minière dans les Cévennes gardoises

#### Une histoire minière au lourd héritage
Dans les Cévennes gardoise, les mines Joseph et de la Croix de Pallières ont durant près d'un siècle extrait du sol 80 000 tonnes de zinc et 34 000 de plomb pour le compte de la Société des mines et fonderies de zinc de la Vieille-Montagne. Faute de rentabilité, les mines ferment respectivement en 1955 et 1971. 3 millions de tonnes de résidus et stériles trop pauvres en minerai pour être exploités (zinc, plomb, manganèse, cyanure, arsenic, thallium, cadmium, antimoine, etc.) sont abandonnés sur place. Dans un contexte géographique propices aux vents forts, les poussières chargées de ces résidus sont dispersées progressivement dans la vallée. Et dans une région sujette aux fortes pluies automnales, les épisodes cévenoles, l’eau de pluie inonde les mines et s'infiltre dans les dépôts de résidus, fait resurgir les métaux à la surface. Elle s’en imprègne avant de se déverser depuis les villages de Saint-Félix-de-Pallières et Thoiras où se situaient les mines, sur les villages de Tornac, Saint-Sébastien-d’Aigrefeuille et Générargues en aval, jusqu’à la ville d’Anduze, des communes qui réunissent en tout 6000 habitants, et sur des milliers d’hectares de forêt à quelques kilomètres du Parc national des Cevennes. Les métaux contaminent alors les sols et les eaux de la région, empoisonnent la faune et la flore et provoquent des risques pathologiques chez les riverains,,,.

#### Une omerta institutionnelle
Pourtant, la Société minière affirme en 1988 avoir pris toutes les mesures de sécurité nécessaires, la destruction des bâtiments et le rebouchage des galeries minières et des puits. Officiellement, les pollutions observées ne seraient ainsi dues qu’à la présence naturelle des métaux dans les sols. Les directions départementales de l’agriculture et de l’industrie du Gard confirment en 1991 que la qualité de l’eau des ruisseaux est bonne et que la concentration en métaux n'est pas susceptible de porter atteinte à la santé. Entre 1994 et 1997, L'Union minière fait recouvrir un million de tonnes de résidus du site de St-Félix en une gigantesque dune. D’autres sont dissimulés ou enfouis illégalement et en secret. L’entreprise tente même de revendre ses déchets et terrains aux communes, agriculteurs, et néoruraux pour se débarrasser du problème, sans toujours mentionner la toxicité,.
Pendant des dizaines d’années, les anciens sites et dépôts miniers ne soulèvent donc aucune inquiétude. La grande majorité restent ouverts au public sans aucun grillage, et ne faisant objet qu’occasionnellement de panneaux d’avertissement. La pollution qu’il répandent aux alentours ne fait l'objet d’aucune recommandation sanitaire, ni d’enquête, ou d’opération de sécurisation ou de dépollution de la part des pouvoirs publiques. A proximité des sites toxiques, les touristes et riverains continuent de randonner, de se baigner dans les rivières, et de cueillir des champignons et baies. La dune de résidus miniers de St-Félix-de-Pallières, surnommée localement la « Dune du Pilat des Cévennes », est même un lieu privilégié de luge pour les enfants, de quad pour les jeunes, de camping pour les « roulards », et d'organisation de festivals de musique techno pour les fêtards,,,.
En 2008 BGRM-Geoderis, groupement d’intérêt public spécialisé dans les risques de l’après-mine, est missionné pour cartographier les sites contaminés du Languedoc-Roussillon. Il dévoile la persistance et la rémanence de la pollution minière des Cévennes gardoises, des teneurs en plomb, arsenic et cadmium exceptionnellement élevées, et la présence de nombreux résidus toxiques non sécurisés autour des anciens sites miniers, et communique son rapport aux maires de St-Félix et de Thoiras ainsi qu’au préfet. Ce dernier invite alors les maires à prendre des mesures de signalisation des dangers et de clôture des zones contaminées, ce que les élus déclinent par manque de moyens financiers et techniques. Le rapport est donc enterré, et dissimulé au public, et n’est toujours suivi d’aucune action publique. Certaines associations et journalistes avancent l'hypothèse que les élus craignent que la révélation de la toxicité fasse diminuer les prix immobilier et l’attractivité touristique,,.

#### Les premières alertes
Johnny Bowie, habitant dont la maison est devenue inhabitable, déterre le rapport BGRM-Geoderis, et fait appel à des scientifiques indépendants pour traduire ses données brutes sous forme d’une Interprétation de l’État des Milieux (IEM). Il dévoile en 2011 les résultats, qui révèlent la nocivité des lieux au grand public. Les riverains fondent alors l’Association pour la dépollution des mines de la Vieille Montagne (ADAMVM). Face à la passivité de la puissance publique, l'association informe et mobilise pour réclamer de des enquêtes épidémiologiques, le confinement et la dépollution des zones polluées, des indemnisations et le blocage des permis de construire, et propose même des tests sanguins,.
Une nouvelle IEM du rapport BGRM-Geoderis est commandé par la puissance publique auprès de ICF environnement en 2012-2013. Deux ministres de l’écologie sont mises personnellement au courant du problème, Nathalie Kosciusko-Morizet et Delphine Batho, mais toujours aucune mesure n’est mise en place, mis à part de premières timides recommandations sanitaire en 2014 : la baignade et le pompage d’eau sont déconseillés à certains endroits.
L’ADAMVM pousse alors l’Agence Régionale de Santé (ARS) à s’emparer du dossier. En fin 2015, l’ARS fait réaliser des tests sanguins et d’urines aux habitants volontaires, et conclus qu’un quart des 675 présentent des taux d’arsenic significativement supérieurs à la normale, et 46 des taux si élevés qu’ils nécessitent une prise en charge médicale. En janvier 2016, le magazine Pièces à conviction diffuse le documentaire Pollutions dans les Cévennes, qui révèle à l'échelle nationale la pollution minière des Cévennes gardoises et la surmortalité qu'elle induit,,.

#### Une bataille judiciaire
L’inquiétude monte, si bien qu’en 2016, 43 personnes ainsi que les associations ADAMVM et Générations futures portent plainte contre X pour mise en danger de la vie d’autrui par contamination environnementale et sanitaire, auprès des tribunaux d’Alès et de Marseille. En juin 2016, la préfecture du Gard forme un comité de suivi sur l’affaire avec les élus locaux, les représentants d’Umicore et les associations de victimes,,.
Une seconde campagne de dépistage lancée par l'ARS en 2016 auprès de 850 personnes révèle une imprégnation anormalement forte des habitants en arsenic et cadmium, majoritairement causés par la pollution des sols des jardins, la consommation de certains produits locaux et le comportement main-bouches des jeunes enfants. ARS donne donc des conseils aux riverains pour la vie de tous les jours : Ne pas laisser les enfants jouer par terre, se laver les mains fréquemment, se couper ongles court, laver les rebords de fenêtre et les semelles de chaussures, éviter la moquette en intérieur et ne cultiver le jardin qu’en bacs. De plus, Geoderis publie un second rapport et constate une dégradation de l’état des sols, des végétaux de consommation, de l’air ambiant et des eaux superficielles et souterraines, directement liée aux anciennes activités minières et industrielles,,,.
En juillet 2018, Santé publique France confirme la sur-imprégnations des habitants aux substances toxiques, poussant l’État à engager une mise en demeure pour obliger Umicore à sécuriser puis dépolluer ses 5 anciens sites et dépôts miniers des Cévennes gardoises. La multinationale tente alors de se déresponsabiliser. Elle s'appuie sur le code minier pour affirmer n’être responsable de la gestion qu’un seul des 5 sites, tandis que la préfecture réplique avec le droit des déchets qui dispose qu’elle reste détentrice, et donc responsable des déchets dans les 5. Le flou juridique ralentis alors considérablement les procédures de la bataille juridique qui s’engage,,,,,.
En 2019, Umicore accepte de se plier à l’une des 5 mises en demeure de l’État, et programme pour fin 2020 - début 2021 des travaux de sécurisation des résidus de déchets miniers de la dune de St-Félix dont l’entreprise reconnait être responsable. La multinationale entame alors la pose d’un grillage et d’une géomembrane recouverte de terre et de roche sur la dune pour éviter que les déchets ne se propagent,.
Parallèlement, les risques s’accentuent sur les 4 autres sites. Les 500 000 tonnes de déchets déchets de la mine Joseph, laissés sur une pente à 45 degrés, sont notamment concernés par des risques d’érosion et d’éboulement dans le ruisseau de Paleyrolle, cours d’eau qui se jette dans la touristique rivière du Gardon. Le puits d’enfouissement des déchets du dépôt de l’Issart, menace quant à lui de résurgence des résidus par montée des eaux lors des épisodes cévenols. Pourtant, Umicore temporise toujours les procédures judiciaires en profitant des flous juridiques, et l’État s’enfonce lui aussi dans une bataille juridique face aux communes auxquelles il tente de reverser la responsabilité du problème,.

#### Conclusion de l'affaire
En juillet 2020, la justice classe sans suite les plaintes des citoyens et associations faute de pouvoir établir un lien de causalité direct entre activités extractives, pollution et pathologies, à cause de la faible taille des échantillons de personnes dépistées et de la multifactorialité des causes possibles de maladies. L'indemnisation réclamée par les mairies et associations de victimes n’a ainsi pas abouti,.
Le 19 avril 2024, le Conseil d’État rejette le dernier recours d’Umicore contre les mises en demeure, et oblige ainsi la multinationale à nettoyer les 5 sites et dépôts miniers, et à évacuer les 2 millions de tonnes de déchets vers le site de traitement de déchets ultimes de Bellegarde. Ce verdict est une première qui fait jurisprudence : Dans toutes les sites miniers de France, l'exploitant ou ancien exploitant est désormais obligé de nettoyer ses déchets même s'il n'est plus propriétaire du lieu.